# Open Astronomy
Open Astronomy (vroeger Baltic Astronomy) is een internationaal, aan collegiale toetsing onderworpen wetenschappelijk tijdschrift op het gebied van de astronomie.
Het wordt uitgegeven door het Instituut voor theoretische fysica en astronomie van de Universiteit van Vilnius en de Litouwse unie van atronomen. Het eerste nummer verscheen in 1992.